# Zbrodnia w Nowinach
Zbrodnia w Nowinach – zbrodnia dokonana 11 lipca 1943 roku przez oddział UPA oraz ludność ukraińską na Polakach podczas rzezi wołyńskiej. Miejscem zbrodni była kolonia Nowiny, położona w powiecie włodzimierskim województwa wołyńskiego. 
Nowiny były kolonią, w której mieszkało około 90 Polaków i kilkanaście rodzin ukraińskich. W miejscowości istniała zakonspirowana mała grupa AK stanowiąca zalążek samoobrony, jednak zdaniem Władysława i Ewy Siemaszków podczas napadu nie odegrała ona żadnej roli. Wiedząc o koncentracji oddziałów UPA, ataku Ukraińców spodziewano się około 20 lipca.
Atak UPA na Nowiny był częścią szeroko zakrojonej akcji eksterminacyjnej w powiecie włodzimierskim rozpoczętej 11 lipca 1943 roku w godzinach nocnych. Zaatakowano m.in. Gurów, Wygrankę, Żdżary, Zabłoćce, Sądową, Nowiny, Zagaje, Poryck, Oleń, Orzeszyn, Romanówkę, Lachów, Gucin i inne miejscowości zamieszkane przez Polaków.
Zabójcy przybyli do Nowin około godziny 8. rano na furmankach. Oprócz upowców w zbrodni brali udział Ukraińcy z Nowin. Zabójstw dokonywano za pomocą narzędzi gospodarskich. Jednocześnie trwał rabunek mienia Polaków.

O godz. 2 min. 30 po północy w dniu 11 lipca 1943 r. rozpoczęła się rzeź. Każdy dom polski okrążało nie mniej jak 30-50 chłopów z tępym narzędziem i dwóch z bronią palną. Kazali otworzyć drzwi, albo w razie odmowy rąbali drzwi. Rzucali do wnętrza domów ręczne granaty, rąbali ludność siekierami, kłuli widłami, a kto uciekał strzelali doń z karabinów maszynowych. Niektórzy ranni męczyli się po 2 lub 3 dni zanim skonali, inni ranni zdołali resztkami sił dotrzeć do granicy powiatu sokalskiego. Od godz. 2 min. 30 w nocy do godz. 11 przed południem były doszczętnie wymordowane położone w pobliżu siebie następujące kolonie: Nowiny, Gurów Duży, Gurów Mały, Wygranka, Zygmuntówka i Witoldówka. Zginęło tam straszną śmiercią ponad 1000 osób. Po morderstwie, zaraz po południu tegoż dnia, nastąpił rabunek. Chłopi z sąsiednich wsi przychodzili i zabierali: konie, wozy, ubrania, pościel, krowy, świnie, kury – inwentarz żywy i martwy.

Według szacunków Władysława i Ewy Siemaszków 11 lipca 1943 roku w Nowinach zamordowano około 80 Polaków
Po lipcu 1943 roku domy polskie w Nowinach zostały spalone.